# The Boys (serie televisiva 2019)
The Boys è una serie televisiva statunitense ideata da Eric Kripke per conto di Prime Video, basata sull'omonimo fumetto creato da Garth Ennis e Darick Robertson.
La serie, accolta positivamente dalla critica, segue l'omonima squadra di agenti che combatte contro i supereroi che abusano dei propri superpoteri, e vede come protagonisti Karl Urban, Jack Quaid, Laz Alonso, Tomer Kapon e Karen Fukuhara nei panni dei Boys e Antony Starr, Erin Moriarty, Dominique McElligott, Chace Crawford, Jessie T. Usher, Nathan Mitchell, Alex Hassell, Aya Cash, Valorie Curry e Susan Heyward come membri dei "Sette", un gruppo di supereroi gestiti da una società chiamata Vought International.

## Trama
Al giorno d'oggi i supereroi vivono al centro dell'attenzione e sono gestiti come star del cinema dalla potentissima multinazionale Vought American, il cui scopo primario è mascherare i vizi dei propri affiliati per ritrarli come i paladini di cui il mondo ha bisogno in modo da trarne il massimo profitto inserendoli, oltre che in vere missioni di salvataggio, in qualsiasi operazione di marketing che possa fruttare miliardi di dollari.
Il gruppo di Super più famoso è quello dei Sette, capitanati dall'eroe americano per eccellenza Patriota; quando il maturo eroe Fiaccola si ritira a vita privata viene indetto un concorso per sostituirlo che viene vinto dalla giovane Annie January: da sempre desiderosa di entrare nei Sette, ottiene rapidamente successo grazie ai suoi modi da ragazza della porta accanto ma presto si rende conto di come la realtà sia ben diversa da quella che credeva.
Il giovane Hughie è insieme alla sua ragazza Robin quando A-Train, l'uomo più veloce del mondo e membro dei Sette, la travolge in piena corsa disintegrandola: il desiderio di vendetta fa sì che venga avvicinato da uno strano individuo, Billy Butcher, che assieme al ragazzo rimette insieme la sua vecchia squadra di ex agenti della CIA incaricata di punire i Super per i loro crimini: i "Boys".

## Episodi
| Stagione         | Episodi | Pubblicazione USA | Pubblicazione Italia |
| ---------------- | ------- | ----------------- | -------------------- |
| Prima stagione   | 8       | 2019              | 2019                 |
| Seconda stagione | 8       | 2020              | 2020                 |
| Terza stagione   | 8       | 2022              | 2022                 |
| Quarta stagione  | 8       | 2024              | 2024                 |

## Personaggi e interpreti
- Billy Butcher (stagioni 1-4), interpretato da Karl Urban, doppiato da Francesco Bulckaen.
Dopo aver perso la moglie a causa dei Super, è a capo dei The Boys, un gruppo di eroi che cercano di smascherare i Super e la loro criminalità. Nutre un profondo odio verso tutti loro, spesso non traccia alcuna linea finendo per diventare tanto crudele nei confronti dei suoi nemici quanto i Super che così profondamente odia.
- Hughie Campbell (stagioni 1-4), interpretato da Jack Quaid, doppiato da Flavio Aquilone.
Ragazzo impacciato e nerd che si unisce ai Boys per vendicare la fidanzata uccisa da A-Train in un incidente. Instaurerà una relazione con Starlight.
- John Gillman / Patriota (stagioni 1-4), interpretato da Antony Starr, doppiato da Gianfranco Miranda.
Il capo dei Sette, il Super più forte del mondo; ha tantissimi poteri (tra cui super forza, volo, raggi laser dagli occhi, invulnerabilità) ma ha anche commesso tantissimi crimini (tra cui uccisioni e stupri). I poteri sono ispirati a Superman, mentre il nome e il costume a Captain America. Patriota è crudele, cinico, ipocrita, megalomane e oltremodo instabile, non conosce alcuna regola morale ed è estremamente narcisista ed egoista.
- Annie January / Starlight (stagioni 1-4), interpretata da Erin Moriarty, doppiata da Veronica Puccio.
L'ultima arrivata nei Sette e l'unica a non aver commesso ancora alcun crimine. È anche l'unica a voler davvero salvare vite. È la tipica ragazza acqua e sapone, ma con dei poteri: è infatti in grado di immagazzinare energia nel suo corpo ed espellerla sotto forma di raggi di luce. Inizierà una relazione con Hughie.
- Margaret Shaw / Queen Maeve (stagioni 1-3), interpretata da Dominique McElligott, doppiata da Virginia Brunetti.
Spalla di Patriota e sua ex-compagna, un tempo un'idealistica ragazza che con gli anni si è rassegnata diventando fredda e cinica. È dotata di super-forza ed è invulnerabile. È ispirata a Wonder Woman.
- Reggie Franklin / A-Train (stagioni 1-4), interpretato da Jessie T. Usher, doppiato da Alex Polidori.
È dotato di super-velocità e ha la costante paura di essere rimpiazzato. Per questo motivo fa spesso uso di droghe. Ha una relazione segreta con Popclaw. È ispirato a Quicksilver.
- Marvin T. Milk / Latte Materno (stagioni 1-4), interpretato da Laz Alonso, doppiato da Marco Bassetti.
Ex-membro dei Boys. Dopo aver promesso di non prenderne più parte, si unisce nuovamente al gruppo, tenendolo nascosto alla sua famiglia.
- Kevin Moskowitz / Abisso (stagioni 1-4), interpretato da Chace Crawford, doppiato da Luca Mannocci (stagioni 1-3) e Davide Perino (stagione 4).
Super facente parte dei Sette con poteri acquatici: può infatti respirare sott'acqua, parlare con creature marine e ha delle branchie sull'addome, le quali per lui sono fonte di molte insicurezze. Ha molestato Starlight e, dopo che lei lo ha reso pubblico, è stato allontanato per un periodo dal gruppo. È ispirato ad Aquaman e a Namor.
- Serge / Frenchie (stagioni 1-4), interpretato da Tomer Kapon, doppiato da Raffaele Carpentieri.
Un vecchio amico, con origini francesi, di Billy che si unisce al gruppo nella nuova missione. È un esperto chimico e un esperto di armi.
- Kimiko Miyashiro / Femmina (stagioni 1-4), interpretata da Karen Fukuhara, doppiata da Rebecca Chierici  (ep. 4x08)
Ragazza asiatica muta trovata abbandonata in un laboratorio. Le è stato somministrato il Composto-V e ha quindi acquisito una super-forza, grazie alla quale è in grado di sviscerare letteralmente a mani nude il nemico in pochi secondi e inoltre è capace di curare le proprie ferite, anche quelle mortali. Sembra avere un'attrazione per Frenchie.
- Earving / Black Noir (stagioni 1-4), interpretato da Nathan Mitchell.
Membro dei Sette, è dotato di velocità e potenza sovrumana, abilità ninja e possiede il fattore di guarigione. Non si sa che volto abbia, né che voce abbia, né quale sia il suo nome e la sua storia.  Alla fine della terza stagione viene detto che è stato sfigurato in volto da soldatino. All'interno dei 7 ricopre il ruolo che ha Batman nella Justice League, ma trae molta più ispirazione da Snake Eyes dei G.I.JOE.
- Madelyn Stillwell (stagioni 1-2), interpretata da Elisabeth Shue, doppiata da Eleonora De Angelis.
Vicedirettrice della Vought, l'azienda che gestisce i Sette.
- Ashley Barrett (stagioni 1-4), interpretata da Colby Minifie, doppiata da Perla Liberatori.
Nuova amministratrice delegata della Vought ed ex direttrice della gestione delle pubbliche relazioni dei Sette.
- Klara Risinger / Stormfront (stagioni 2-3), interpretata da Aya Cash, doppiata da Chiara Gioncardi.
Membro dei Sette chiamata a sostituire il defunto Translucent. In realtà ha più di 100 anni ed in passato era una supereroina conosciuta come Liberty, nota per i suoi collegamenti con il Terzo Reich. Nei fumetti è un uomo ed è il vero capo dei Rappresaglia (parodia degli Avengers). Trae inspirazione da Thor sebbene il costume sembri più quello di Shazam.
- Victoria Neuman (stagioni 2-4), interpretata da Claudia Doumit e da Elisa Paszt (da bambina), doppiata da Elena Perino.
Una deputata che si oppone pubblicamente a Vought, ma che è segretamente una Super che usa i propri poteri per assassinare i nemici della società per conto del padre adottivo Stan Edgar. È inoltre direttrice del Federal Bureau of Superhuman Affairs (FBSA).
- Benjamin / Soldatino (stagione 3-4), interpretato da Jensen Ackles, doppiato da Stefano Crescentini.
 Eroe americano durante la seconda guerra mondiale e primo supereroe. Leader dei Rappresaglia, fu apparentemente ucciso dall'esercito russo durante la Guerra Fredda. È ispirato a Captain America.
- Ryan Butcher (stagioni 1-4), interpretato da Parker Corno (stagione 1) e Cameron Crovetti (stagioni 2-4), doppiato da Alessandro Torsani (stagione 2) e Valeriano Corini (stagione 3-4). 
È il figlio di Patriota e Becca ed è il primo Super nato naturalmente.
- Jessica "Sage" Bradley / Sister Sage (stagione 4), interpretata da Susan Heyward, doppiata da Erica Necci.
È una Super misantropa, definita la persona più intelligente del mondo, che viene reclutata nei Sette da Patriota e che sostituisce Ashley come CEO della Vought.
- Misty Tucker Gray / Firecracker (stagione 4), interpretata da Valorie Curry, doppiata da Alessia Amendola.
È una Super influencer dell'alt-right, agitatrice sociale e cospirazionista che nutre un odio profondo per Starlight.
- Joe Kessler (stagione 4), interpretato da Jeffrey Dean Morgan, doppiato da Fabrizio Temperini. 
È un agente della CIA nonché vecchio amico di Butcher.

## Produzione

### Sviluppo
Fin dal 2008, anno di inizio della pubblicazione, la serie a fumetti The Boys è stata oggetto di diversi tentativi di trasposizione cinematografica, poi non concretizzatisi, da parte di major come Columbia Pictures e Paramount Pictures. Il 6 aprile 2016, l'emittente televisiva Cinemax ha ufficializzato la produzione di un adattamento per il piccolo schermo del fumetto, sviluppato da Eric Kripke, Evan Goldberg e Seth Rogen: Kripke si sarebbe occupato della sceneggiatura, mentre Goldberg e Rogen sarebbero stati registi di alcuni episodi. Quest'ultimi hanno tuttavia abbandonato la regia e l'ideazione della serie a causa di altri impegni lavorativi, rimanendo nel progetto in veste di produttori esecutivi.
L'8 novembre 2017, Amazon Studios è subentrata a Cinemax nel progetto, ordinando una prima stagione della serie di 8 episodi, che avrebbe co-prodotto con Sony Pictures Television, la Point Grey Pictures di Rogen e Goldberg, e la Original Film di Neal H. Moritz.
Amazon ha rinnovato la serie per una seconda stagione il 19 luglio 2019, una settimana prima della messa in onda della prima; mentre il 23 luglio 2020, presso l'after-show presentato da Aisha Tyler al San Diego Comic-Con@Home, ha annunciato la realizzazione di una terza stagione. Il 30 ottobre 2020, Eric Kripke ha annunciato che il sesto capitolo del fumetto, intitolato Herogasm, sarebbe stato adattato nel sesto episodio della terza stagione, e che avrebbe visto al centro della puntata un'orgia di supereroi.
Il 10 giugno 2022, a pochi giorni dalla distribuzione della terza stagione, Amazon ha comunicato la produzione di una quarta stagione.
A maggio 2024, prima dell'uscita della quarta stagione, Amazon dichiara il rinnovo per una quinta stagione che sarà l'ultima.

### Cast
Il 18 dicembre 2017, Erin Moriarty è entrata nel cast nel ruolo di Annie January / Starlight. Il 17 gennaio 2018, Antony Starr, Dominique McElligott, Jessie Usher, Chace Crawford e Nathan Mitchell si sono uniti al cast principale. Nel marzo dello stesso anno si sono aggiunti Jack Quaid, Laz Alonso e Karen Fukuhara. Il 5 aprile Karl Urban è entrato nel cast nel ruolo di Billy Butcher. Il 16 maggio Elisabeth Shue è entrata nel cast nel ruolo di Madelyn Stillwell. Il 25 giugno Tomer Kapon ha completato il cast principale della serie. Simon Pegg e Jennifer Esposito si sono poi aggiunti al cast ricorrente.

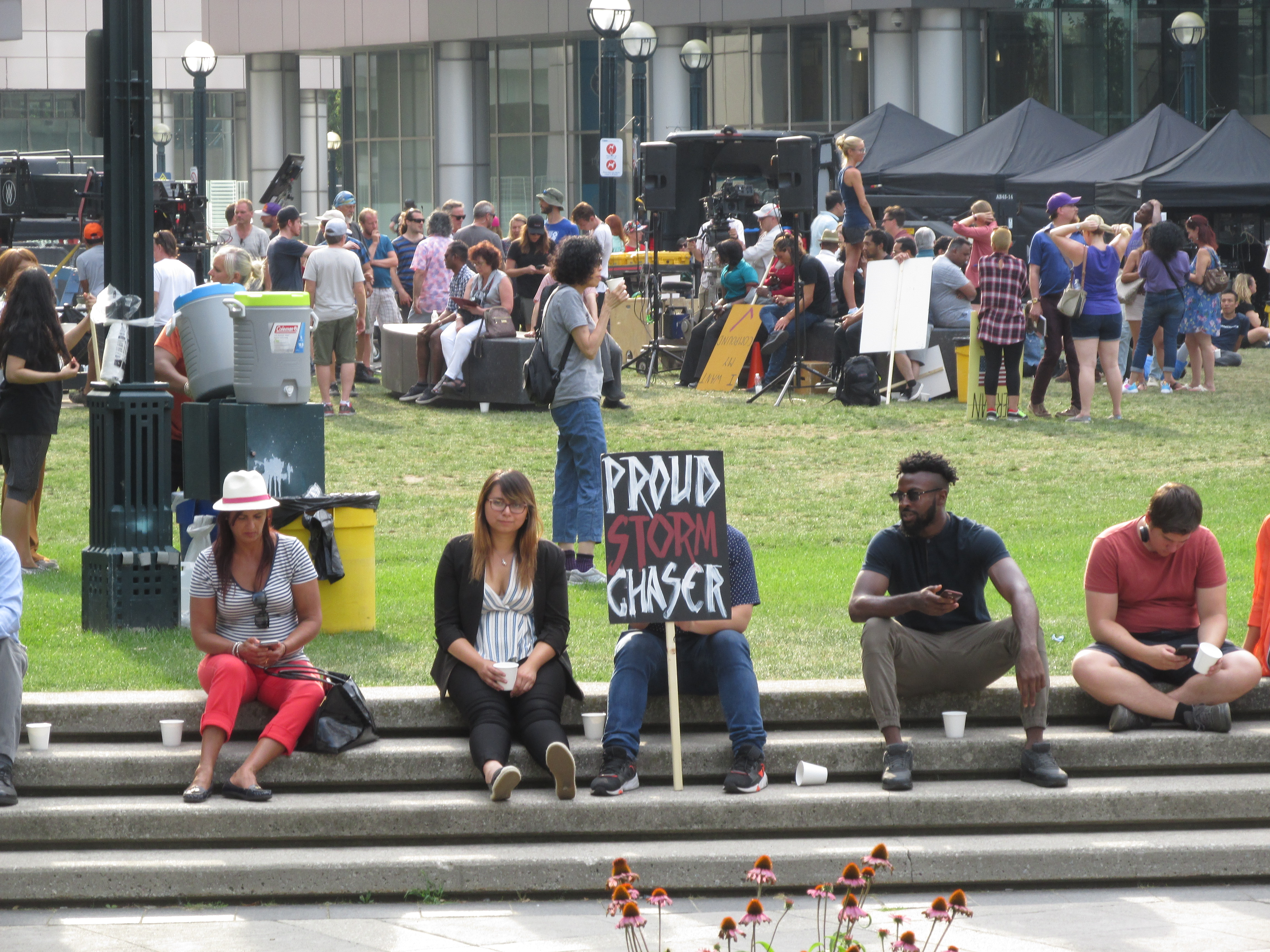
Le riprese della seconda stagione a Toronto.

Il 19 luglio 2019 Aya Cash si è aggiunta al cast principale della seconda stagione nel ruolo di Stormfront, mentre il 17 agosto dell'anno successivo Jensen Ackles è entrato a far parte del cast principale della terza stagione nel ruolo di Soldatino. Il 30 ottobre 2020, Claudia Doumit e Colby Minifie sono stati promossi nel cast principale della terza stagione. Il 26 marzo 2021, Katia Winter si è unita al cast nel ruolo di Nina. Il 23 giugno Miles Gaston Villanueva, Sean Patrick Flanery e Nick Wechsler sono entrati a far parte del cast, così come Laurie Holden due giorni dopo nel ruolo della Contessa Cremisi. Il 5 ottobre 2021, Frances Turner, Kristin Booth e Jack Doolan si sono uniti al cast nei panni di Monique e dei gemelli Tessa e Tommy, noti come i gemelli TNT.

### Riprese
Le riprese della prima stagione sono iniziate a Toronto il 22 maggio 2018 e sono terminate l'11 ottobre dello stesso anno. Le riprese della seconda stagione sono cominciate il 17 luglio 2019 sempre nella città canadese. Le riprese per la terza stagione sono cominciate il 25 febbraio 2021 e terminate il 13 settembre dello stesso anno.

### Effetti speciali
Gli effetti visivi della serie sono stati forniti da Pixomondo, Rocket Science VFX, MPC Episodic, Soho VFX, Ingenuity Studios, Rising Sun Pictures, Studio 8, e Outpost VFX.

## Colonna sonora
La colonna sonora della serie è stata composta da Christopher Lennertz. Il 3 giugno 2022, la Madison Gate Records ha pubblicato le prime tre canzoni della terza stagione scritte da Lennertz, con le prime due You’ve Got a License to Drive (Me Crazy) e Rock My Kiss eseguite da Miles Gaston Villanueva, mentre la terza America’s Son da Laurie Holden. Il 17 giugno dello stesso anno è uscita un'altra canzone eseguita da Holden, intitolata Chimps Don’t Cry.

## Promozione

### Prima stagione
Il 26 settembre 2018 è stato pubblicata online la locandina ufficiale della serie. Il 5 ottobre dello stesso anno è stato diffuso online il teaser trailer, seguito il 24 gennaio 2019 da un secondo teaser. Il 27 aprile seguente è stato pubblicato online il trailer ufficiale.

### Seconda stagione
A partire da settembre 2019 sono apparsi i primi manifesti pubblicitari della seconda stagione. Il 6 dicembre 2019 è stato diffuso online il primo teaser della seconda stagione, mentre il 4 agosto 2020 è stato pubblicato il trailer ufficiale.

### Terza stagione
Il 7 gennaio 2022 viene annunciata la data d'uscita della terza stagione fissata per il 3 giugno 2022. Il 14 marzo dello stesso anno viene pubblicato il trailer ufficiale che annuncia il nuovo personaggio Soldatino. Un ulteriore trailer è stato diffuso il 16 maggio 2022.

### Quarta stagione
Il 10 ottobre 2022, durante la produzione a Toronto, vengono mostrate le prime immagini dei nuovi personaggi Firecracker e Sister Sage su Twitter.
L'8 novembre 2023 vengono mostrati due teaser poster via Twitter, raffiguranti Butcher e Patriota. Il teaser trailer viene presentato all'evento CCXP a São Paulo, Brasile, e introduce i nuovi personaggi Sister Sage, Firecracker e Joe Kessler, e successivamente viene diffuso su Twitter e YouTube, il 2 dicembre.
Il 2 maggio 2024 vengono svelati due poster ufficiali. Il giorno dopo viene distribuito il trailer ufficiale.
La quarta stagione debutta su Amazon Prime Video il 13 giugno 2024, con i primi tre episodi. Le restanti cinque puntate vengono trasmesse a cadenza settimanale fino al 18 luglio 2024.

## Distribuzione
L'intera prima stagione della serie è stata pubblicata sulla piattaforma di streaming Prime Video il 26 luglio 2019. La seconda stagione ha debuttato il 4 settembre 2020 con i primi 3 episodi, dal quarto in poi sono stati resi disponibili su base settimanale.
I primi tre episodi della terza stagione sono stati distribuiti il 3 giugno 2022, e, come la seconda stagione, dal quarto episodio in poi sono stati resi disponibili uno alla settimana.

### Edizione italiana
La direzione del doppiaggio è a cura di Eleonora De Angelis, mentre i dialoghi italiani sono stati curati da Giampiero Luciani, Valeria Marcheggiani e Daniela Papa con la supervisione artistica di Danila Colamatteo (stagione 1-2) e di Laura Lanzoni (stagione 3), per conto della SEDIF.

## Accoglienza

### Ascolti
L'azienda Nielsen Media Research ha annunciato che la prima stagione della serie era stata vista da 8000000 di persone, rendendola una delle serie originali di maggior successo su Amazon Prime.

### Critica

#### Prima stagione
Sull'aggregatore di recensioni Rotten Tomatoes ottiene l'85% delle recensioni professionali positive, con un voto medio di 7,6 su 10 basato su 105 critiche; mentre su Metacritic ha un punteggio di 74 su 100 basato su 19 recensioni.
Antonio Cuomo di Movieplayer assegna alla prima stagione 4 stelle su 5, elogiando in particolar modo il cast e la costruzione narrativa; mentre Christopher Lawrence del Las Vegas Review-Journal scrive: "Irriverente, deliziosamente cinica, The Boys segue l'avidità e la corruzione dietro il complesso industriale dei supereroi".

#### Seconda stagione
Sull'aggregatore di recensioni Rotten Tomatoes ottiene il 97% delle recensioni professionali positive, con un voto medio di 8,1 su 10 basato su 102 critiche; mentre su Metacritic ha un punteggio di 80 su 100 basato su 15 recensioni.
Max Borg di Movieplayer dà ai primi tre episodi 4,5 stelle su 5, così come all'ultima puntata. Alessandro Apreda di IGN Italia assegna alla seconda stagione una valutazione di 8 su 10, mentre Shah Shahid di Comic Years scrive: "Ogni episodio della seconda stagione crea con cura una storia inquietante e piena di sentimento che è emotivamente avvincente e elettrizzante.".
Sonia Saraiya di Vanity Fair scrive: "Anche nel mezzo di una brutalità sbalorditiva, la serie ha un senso dell'umorismo sardonico che mantiene la storia scoppiettante". Dan Jolin di Empire ha elogiato la serie per il suo umorismo nero e per l'interpretazione di Antony Starr, mentre Eric Deggans della National Public Radio ha definito la seconda stagione come "un'opera meravigliosamente sovversiva e cinicamente divertente".

#### Terza stagione
Sull'aggregatore di recensioni Rotten Tomatoes ottiene il 97% delle recensioni professionali positive, con un voto medio di 8,2 su 10 basato su 116 critiche; mentre su Metacritic ha un punteggio di 75 su 100 basato su 19 recensioni.
Lucy Mangan del Guardian scrive: "La satira dei supereroi va sempre più rafforzandosi. Tra gli attori, gli sceneggiatori o gli spettatori, è difficile dire chi si stia divertendo di più", mentre Alison Foreman del The A.V. Club assegna alla stagione una "A-". Max Borg di Movieplayer dà ai primi tre episodi 4,5 stelle su 5, elogiando in particolar modo le trovate provocatorie ed eccessive della serie.

#### Quarta stagione
Anche la quarta stagione di The Boys ha ricevuto un 95% di recensioni positive sulle 74 presenti su Rotten Tomatoes dopo i primi giorni dall'uscita. In Italia Luca Ceccotti su Movieplayer.it parla di una serie che "mostra il fianco a qualche elemento ripetitivo", ma sottolinea come migliori "la qualità concettuale della scrittura e delle situazioni, dell'introspezione dei protagonisti e del dramma", assegnandole 4 stelle su 5.

## Riconoscimenti
- 2021 – Premi Emmy[90]
  - Candidatura per la miglior sceneggiatura in una serie drammatica per l'episodio Quello che so, scritto da Rebecca Sonnenshine
  - Candidatura come miglior serie drammatica
- 2021 – Saturn Awards[91]
  - Miglior serie televisiva di supereroi
  - Candidatura come miglior giovane attrice in una serie televisiva a Erin Moriarty
- 2021 – Screen Actors Guild Awards[92]
  - Candidatura per le migliori controfigure televisive
- 2021 – Critics Choice Super Awards[93]
  - Miglior serie di supereroi
  - Miglior attore in una serie di supereroi a Antony Starr
  - Miglior attrice in una serie di supereroi a Aya Cash
  - Miglior cattivo in una serie TV a Antony Starr
  - Candidatura per il miglior attore in una serie di supereroi a Karl Urban
- 2021 – Writers Guild of America Award[94]
  - Candidatura come miglior serie drammatica
- 2021 – MTV Movie & TV Awards[95]
  - Candidatura per la miglior serie TV
  - Candidatura per il miglior supereroe a Jack Quaid
  - Candidatura per il miglior cattivo a Aya Cash
  - Candidatura per il miglior combattimento tra Stromfront, Queen Maeve, Starlight e Kimiko
- 2021 – Hollywood Critics Association[96]
  - Candidatura come miglior attore in una serie drammatica a Karl Urban
  - Candidatura come miglior attrice in una serie drammatica a Aya Cash
  - Candidatura come miglior serie drammatica
  - Candidatura come miglior attore non protagonista in una serie drammatica a Giancarlo Esposito
- 2022 – Saturn Awards[97]
  - Miglior serie televisiva d'azione/avventura (streaming)
  - Candidatura per il miglior attore in una serie televisiva (streaming) a Antony Starr
  - Candidatura per la migliore attrice in una serie televisiva (streaming) a Erin Moriarty
  - Candidatura per la migliore guest star in una serie televisiva (streaming) a Jensen Ackles
- 2025 - Saturn Awards[98]
  - Miglior attore non protagonista in una serie televisiva a Antony Starr
  - Candidatura per la migliore serie televisiva di supereroi
  - Candidatura al miglior giovane attore in una serie televisiva a Cameron Crovetti

## Altri media
Un cortometraggio intitolato Butcher: A Short Film, ambientato tra la prima e la seconda stagione, diretto da Liz Friedlander e con protagonista l'omonimo personaggio interpretato da Karl Urban, è stato distribuito su YouTube il 10 settembre 2020.

## Spin-off

### The Boys presenta: Diabolico!
Il primo spin-off, dal titolo The Boys presenta: Diabolico!, è stato pubblicato su Prime Video il 4 marzo 2022, dopo essere stato annunciato al Comic Con Experience in Brasile il 5 dicembre 2021.

### Gen V
Il secondo spin-off, intitolato Gen V, è stato annunciato il 24 settembre 2020 e vedrà come protagonisti Lizze Broadway, Jaz Sinclair, Chance Perdomo, Maddie Phillips, London Thor, Derek Luh, Asa Germann e Shelley Conn. Le riprese sono iniziate all'Università di Toronto nel maggio 2022.

### The Boys: VNN (Seven on 7)
Dal 7 luglio 2021 viene pubblicata sul canale YouTube Vought International la webserie spin-off prodotta da Amazon Studios The Boys: VNN (Seven on 7). La serie si presenta come un finto notiziario ambientato nell'universo di The Boys, presentato dal conduttore Cameron Coleman (Matthew Edison), e con ospiti i personaggi della serie.